# A. Harry Moore

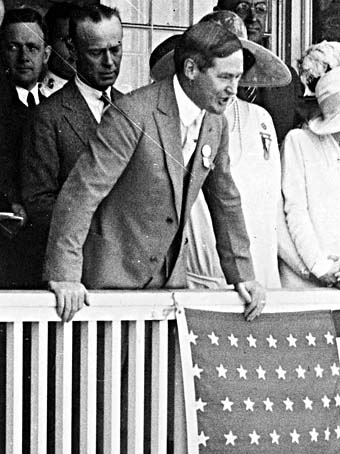
A. Harry Moore

Arthur Harry Moore (* 3. Juli 1879 in Jersey City, New Jersey; † 18. November 1952 im Branchburg Township, New Jersey) war ein US-amerikanischer Politiker und zwischen 1926 und 1941 dreimal Gouverneur des Bundesstaates New Jersey. Außerdem vertrat er seinen Staat zwischen 1935 und 1938 im US-Senat.

## Frühe Jahre und politischer Aufstieg
Harry Moore besuchte die örtlichen Schulen seiner Heimat und das Cooper Union College in New York City. Danach studierte er an der New Jersey Law School Jura. Nach seiner Zulassung als Rechtsanwalt begann er in Jersey City in seinem neuen Beruf zu arbeiten.
Moore war Mitglied der Demokratischen Partei. Zwischen 1908 und 1911 war er Sekretär des Bürgermeisters seiner Heimatstadt Jersey City. Die folgenden beiden Jahre bis 1913 war er Steuereinnehmer in dieser Stadt. Zwischen 1913 und 1925 war er Generalbevollmächtigter seiner Heimatstadt. Am 3. November 1925 wurde er erstmals zum Gouverneur seines Staates gewählt.

## Politische Laufbahn

### Erste und zweite Amtszeit als Gouverneur
Harry Moore trat seine erste dreijährige Amtszeit am 19. Januar 1926 an. Entsprechend der Staatsverfassung durfte er 1928 nicht direkt wieder kandidieren. Daher schied er am 15. Januar 1929 aus dem Amt aus. Bereits bei den nächsten Gouverneurswahlen im November 1931 wurde er erneut in das höchste Staatsamt von New Jersey gewählt. Seine zweite Amtszeit begann am 19. Januar 1932 und endete am 3. Januar 1935. Während seiner ersten beiden Amtszeiten wurde das Entschädigungsgesetz für Arbeiter verbessert und ein Gesetz zur Regelung des Umgangs mit Medikamenten verabschiedet. Außerdem wurde ein staatlicher Planungsausschuss ins Leben gerufen. Bekannt wurde Moore damals auch, als er sich in die Ermittlungen zur Aufklärung der Entführung des Sohnes von Charles Lindbergh einschaltete. Seine zweite Amtszeit seit 1932 war von den Folgen der Weltwirtschaftskrise überschattet, die auch in New Jersey ihre Spuren hinterließ.

### Moore im US-Senat
Im November 1934 wurde Harry Moore als Nachfolger von Hamilton Fish Kean zum Class-1-Senator in den US-Kongress in Washington gewählt. Er trat sein neues Mandat am 3. Januar 1935 an. Gleichzeitig trat er als Gouverneur von New Jersey zurück, wobei seine reguläre Amtszeit ohnehin wenige Tage später abgelaufen wäre. Moore absolvierte aber nicht die volle sechsjährige Legislaturperiode. Er war in keinem Senatsausschuss vertreten. Nachdem er am 2. November 1937 zum dritten Mal zum Gouverneur von New Jersey gewählt worden war, trat er am 17. Januar 1938 als US-Senator zurück. Dort übernahm zunächst John Gerald Milton seinen Sitz, der aber noch im Jahr 1938 an den Republikaner William Warren Barbour fiel.

### Dritte Amtszeit als Gouverneur
Zwischen dem 18. Januar 1938 und dem 21. Januar 1941 absolvierte Moore seine dritte und letzte Amtszeit als Gouverneur. Er ist der Gouverneur von New Jersey mit der insgesamt längsten Amtszeit im 20. Jahrhundert sowie der einzige Gouverneur seines Staates, der drei nicht zusammenhängende Regierungszeiten absolvieren konnte. In seiner dritten Amtszeit wurden die Gesetze zum Verkauf von Alkohol und Benzin neu gefasst.

## Weiterer Lebenslauf
Nach dem Ende seiner Gouverneurszeit zog sich Moore aus der Politik zurück. Er widmete sich wieder seinen juristischen Tätigkeiten als Rechtsanwalt. A. Harry Moore starb im November 1952. Er war mit Jennie Hastings Stevens verheiratet.